# 대웅제약
주식회사 대웅제약(株式會社 大熊製藥, 영어: Daewoong Pharmaceutical)은 대한민국의 제약 기업이다. 대표적인 제품으로는 우루사, 임팩타민, 이지엔6, 베아제 등이 있으며 본사는 서울특별시 강남구 봉은사로114길 12 (삼성동)에, 본점은 경기도 화성시 향남읍 제약공단4길 35-14에 있다.

## 역사
- 1945년 지달삼(1922~1983)이 일본인 소유의 제약회사 '가와이제약소'를 인수, 대웅제약의 전신인 조선간유제약공업사 설립
- 1949년 국내 최초우량국산품 전시회 부통령상 수상
- 1954년 의약품 제조업 허가(보건사회부 제43호)
- 1961년 대한비타민산업(주)로 상호변경(대표이사 박문수, 자본금1천만원)
- 1966년 윤영환 대표이사 취임
- 1972년 성남공장 준공 및 본사 서울 이전
- 1973년 기업공개(제약업계 4번째)
- 1974년 부설 제약연구소 설립
- 1974년 우루사 연질 캡슐 출시
- 1978년 대한비타민산업에서 주식회사 대웅제약으로 사명 변경
- 1979년 프랑스 파뮤카 사와 기술제휴
- 1979년 종합 영양제 게므론 출시
- 1980년 매출액 100억원을 돌파
- 1982년 대웅제약 계열사 대웅릴리제약(현 한국릴리) 설립
- 1982년 무좀약 마이탄연고 출시
- 1982년 제산제 미란타 출시
- 1983년 대웅제약 계열사 한국알피쉐러를 설립했다.
- 1985년 아스파탐 특허획득
- 1985년 간장약 우루사-86아시안게임 및 88서울올림픽 공식공급자로 지정
- 1986년 KGMP 적격 업체로 지정
- 1987년 국내 최초의 장용성 소화효소제 베아제 개발 및 출시
- 1988년 미국 블록제약(영국,헤일리온)가 개발을 한 틀니 세정제 폴리덴트 판매계약제휴 및 출시
- 1988년 천연토코페롤제제 토롤천 출시
- 1988년 UDCA와 인삼 9가지 생약성분 건위소화제 대웅천 출시
- 1989년 중국 동인당과 기술제휴
- 1990년 카페인 없는 두통약 쿠울펜에스 출시
- 1992년 대웅제약 향남 제2 KGMP 공장 준공
- 1993년 UDCA와 비타민성분의 간장약 우루사F 출시
- 1993년 마시는 빈혈치료제 헤모큐액 출시
- 1993년 간장약 우루사F 94년 한국방문의 해 공식공급 의약품으로 지정
- 1995년 대웅제약 창업 50주년
- 1995년 5가지 복합성분 간장약 복합 우루사캡슐 출시
- 2000년 대웅제약 향남공장 우수제조공장 인증(KAIST)
- 2001년 바이오 신약 1호 이지에프(EGF) 국내 기술로 개발
- 2002년 (주)대웅제약 신설법인으로 설립
- 2004년 국내 최초 프리미엄급 소화효소제 닥터베아제 출시
- 2007년 100mg 고함량 '코큐텐'(성분명 코엔자임Q10) 출시
- 2008년 대웅제약 가족친화인증기업 인증
- 2009년 여성용 간장약 알파우루사 출시
- 2010년 한국베링거인겔하임(현재의 오펠라헬스케어코리아)과 일반의약품 영업유통 계약체결
- 2011년 대웅제약 사내 어린이집 대웅 리틀베어 개원
- 2012년 2세대 습윤드레싱 '이지덤플러스' 출시
- 2013년 습윤드레싱 ‘이지덤 씬, 밴드' 2종 출시
- 2013년 액상형 생리통 진통제 '이지엔6 이브' 출시
- 2013년 대웅제약 가족친화인증기업 국무총리 표창 수상
- 2014년 고혈압 · 이상지질혈증 치료제 '올로스타'(성분명 올메사르탄/로수바스타틴) 출시
- 2014년 대웅제약 오송 공장 충청북도 청주시와 투자협약(MOU) 체결
- 2014년‘대웅제약 중국 랴오닝연구소’ 설립
- 2015년 한올바이오파마(구 한올제약)를 인수하였다.
- 2015년 충북 오송 위치한 대웅제약 오송cGMP 수준 신공장 착공
- 2016년 항생제 '대웅메로페넴주' 미국 FDA 승인 획득
- 2016년 '모겐쿨 스프레이’, '페노스탑 플라스타 미니', ‘이지엔6 스트롱’ 출시
- 2016년 대웅제약 인도네시아 수라바야 의약품 공장 '대웅-인피온 공장' 완공
- 2017년 대웅제약 오송cGMP 수준 신공장 준공
- 2017년 대웅제약 향남공장 2017 경기가족친화 일하기 좋은 기업 재인증
- 2019년 효소 소화제 베아제 33주년 TV광고 론칭 기념 사내 이벤트 진행
- 2022년 대웅제약은 위식도역류 치료제 (펙수클루정) 신약 출시직전에 학술대회 선공개

## 제품소개

### 일반의약품
- 우루사
- 임팩타민 (임팩타민정,임팩타민파워,임팩타민프리미엄,임팩타민실버,임팩타민파워에이플러스,임팩타민케어)
- 베아제
- 닥터베아제
- 씨콜드 (씨콜드정,씨콜드노즈,씨콜드코프,씨콜드플러스정,씨콜드플러스코프,씨콜드플러스노즈)
- 헤모큐수(구,헤모큐)
- 게므론골드(구,게므론)
- 바렌굿 (외용액,겔,네일라카)
- 이지엔6 (이브,프로,애니,스트롱)
- 센테라이트
- 알지엔스피드
- 스타빅현탁액

### 전문의약품
- 우루사
- 타오르필름,타오르정
- 세프록틸정
- 대웅 프리미든
- 인스타닐 나잘스프레이
- 누리그라 구강붕해필름
- 케어트로핀 카트리지주
- 대웅 레보플록사신 점안액
- 대웅 레보플록사신 정
- 라미아트정
- 가스모틴정
- 나보타
- 스멕타현탁액

### 건강기능식품
- 브레인플래쉬
- VQ코큐텐
- 락피더스
- 메가본칼슘

### 의료기기&의약외품
- 이지덤
- 덴티가드

### 화장품
※ 아래 화장품는 대웅제약 관계사인 디앤컴퍼니 스킨케어 제품이다.
- 에스테메드
- 셀리시스,셀리시스EX
- 이지듀,이지듀EX

### 원료의약품
※ 아래 원료의약품는 대웅제약 관계사인 대웅바이오에서 생산을 한 원료의약품 제품이다.
- 우르소데옥시콜산(en:Ursodiol, UDCA)

## 본사 및 사업장 현황
- 본사: 서울특별시 강남구 봉은사로114길 12 (삼성동)
- 향남공장: 경기도 화성시 향남읍 제약공단4길 35-14
- 생명과학연구소: 경기도 용인시 처인구 포곡읍 두계로 72)
- 오송cGMP공장: 충청북도 청주시 흥덕구 오송읍 오송생명2로 1